# Scotogramma addenda
Scotogramma addenda är en fjärilsart som beskrevs av Barnes och Benjamin 1924. Scotogramma addenda ingår i släktet Scotogramma och familjen nattflyn. Inga underarter finns listade.